# Дальбек, Херман
Нильс Херман Дальбек (швед. Nils Herman Dahlbäck; 7 марта 1891, Мальмё — 16 июля 1968, Мальмё) — шведский гребец. Серебряный призёр летних Олимпийских игр 1912 года.

## Биография
Херман Дальбек родился 7 марта 1891 года в шведском городе Мальмё.
Выступал в соревнованиях по академической гребле за клуб «Стокгольм».
В 1912 году вошёл в состав сборной Швеции на летних Олимпийских играх в Стокгольме. В соревнованиях четвёрок с рулевым с внутренними уключинами завоевал серебряную медаль, выступая вместе с Туре Росваллем, Вильямом Бруном-Мёллером, Конрадом Брункманом и Лео Вилькенсом. В четвертьфинале они показали результат 7 минут 51,5 секунды, опередив на две длины лодки соперников из норвежского клуба «Кристиания», в полуфинале с результатом 7.39,2 выиграли у норвежского клуба «Ормсунд», который опередили на 3/4 длины. В финале с результатом 7.56,9 уступили 12,3 секунды датскому «Нюкёбингу». 
В соревнованиях восьмёрок выбыл в четвертьфинале, выступая вместе с Густафом Брункманом, Пером Маттсоном, Себастьяном Таммом, Тедом Вахтмайстером, Конрадом Брункманом, Вильямом Бруном-Мёллером, Туре Росваллем и Лео Вилькенсом. Они уступили на длину лодки британскому «Новому колледжу Оксфорда».
Умер 16 июля 1968 года в Мальмё.